# ホタテウミヘビ
ホタテウミヘビ (学名：Ophichthus zophistius) は、ウナギ目ウミヘビ科に分類される魚類の一種。

## 特徴
ホタテウミヘビは全長1mに達する大型の魚類である。ほかのウミヘビ科・ウミヘビ亜科魚類と同様に尾鰭をもたない。歯は鋭く顆粒状ではなく、1または2列に並び歯帯を形成しない。頭部には側線孔を有しこれらは通常黒く縁どられる。体は暗色で細い横帯が入ることがある。

## 近縁種
従来ホタテウミヘビはPisodonophisのメンバーとされ、この属の標準和名もホタテウミヘビ属とされた。現記載では歯の形状が顆粒状であることよりこの属とされていたが、これは誤りとされ、ホタテウミヘビはウミヘビ属に含められた。
なおホタテウミヘビがウミヘビ属に移動したため、Pisodonophis属の標準和名はミナミホタテウミヘビ属という新称が波戸岡(2013)によってなされた。この属には日本産魚種はミナミホタテウミヘビとゴマホタテウミヘビの2種が含まれる。この2種とホタテウミヘビは歯の形状が異なる。ホタテウミヘビの歯は鋭く主上顎骨歯は歯帯をなさないが、ミナミホタテウミヘビ属魚類の歯は顆粒状で主上顎骨歯は歯帯をなすことで見分けることができる。

## 分布
東京湾以南の太平洋岸、新潟県以南の日本海岸、九州東シナ海沿岸、瀬戸内海。〜朝鮮半島。日本の太平洋岸では普通にみられる。

## 人間とのかかわり
夜の釣りで釣れてくることがある。食用になることもあるが小骨が多い。